# Yarim-Lim III
Yarim-Lim III (fl. XVII secolo a.C.) è stato il nono sovrano di Yamhad (Aleppo), succeduto a Irkabtum.

## Regno
Yarim-Lim ascese al trono in un periodo di disintegrazione intestina per Yamhad, combinata con le minacce interne rappresentate dall'ascesa degli Ittiti. Questo re fu figlio di Niqmi-Epuh, oppure di Irkabtum.

### Primi anni e affari interni
Yarim-Lim lottò e vinse contro l'antico rivale, il regno di Qatna, nei suoi primi anni di regno, ma la debolezza di Yamhad era ormai nota. Ammitakum di Alalakh si dichiarò re, anche se non indipendente in quanto riconosceva Yarim-Lim come suo sovrano, e pose il figlio Hammurabi come suo erede in presenza di Yarim-Lim, dichiarandolo un servo del Grande Re di Yamhad. Yarim-Lim fu però spettatore passivo nella nomina dell'erede di Alalakh.

### Guerra con gli Ittiti
Il re ittita Hattušili I sfruttò la proclamazione della sovranità di Alalakh e i dissensi interni che ne conseguirono a Yamhad per attaccare Alalakh, attacco che avvenne nel secondo anno delle sue campagne siriane e che si concluse nella sua conquista, tagliando fuori Aleppo dai commerci marittimi. Yarim-Lim non mandò le sue truppe ad aiutare Alalakh (in quanto, come detto prima, Ammitakum pose Hammurabi come suo erede lasciando il re di Yamhad come spettatore passivo), con la conseguenza che la città andò distrutta. In seguito, Hattusili attaccò Urshu, a cui Yarim-Lim e la città cliente di Carchemish mandarono aiuti militari, che però non bastarono per impedire ad Hattusili di conquistare Urshu e distruggerla.
Gli hurriti sostenuti da Yarim-Lim attaccarono le nuove terre conquistate da Hattusili approfittando delle sue campagne contro Arzawa, i quali si trovavano nella costa occidentale dell'Anatolia. He came back on his second campaign, this time fighting Aleppo directly.
Nel sesto anno delle sue campagne siriane, Hattusili si diresse verso Hassuwa (Khashshum). Yarim-Lim mandò l'esercito di Aleppo sotto la guida del generale Zukrassi, le cui truppe pesanti erano guidate dal generale Zaludis, comandante delle truppe di Manda. L'esercito consisteva in circa un centinaio di carri da guerra e migliaia di fanti. La battaglia ebbe luogo sul monte Atalur (situata a nord di Aleppo, poco lontana da Amanus, identificabile con i Monti Kurd-Dagh). Hattusili uscì vittorioso dalla battaglia, poi distrusse Hassuwa e passò a distruggere altri alleati hurriti di Yamhad, tra cui Zippasna e Hahhum. Hattusuli attraversò poi l'Eufrate, comparandosi con Sargon di Akkad, e tornò ad Ḫattuša, la capitale del suo regno.

## Morte e successione
La data di morte di Yarim-Lim non è nota, ma è certo che gli succedette Hammurabi III forse suo figlio o cugino, prima dell'attacco diretto di Hattusili sulla città di Aleppo che finì in disfatta.